# Fairplay Initiative
Fairplay Initiative ist eine österreichische Organisation zur Förderung von Diversität und Antidiskriminierung im Sport. Fairplay wurde im Europäischen Jahr gegen Rassismus 1997 gegründet. 1999 hat Fairplay in Wien das Netzwerk Football Against Racism in Europe (FARE) ins Leben gerufen. 

## Inhalt und Ausrichtung
Die thematischen Schwerpunkte der fairplay Initiative bewegen sich in den Bereichen Antidiskriminierung und Diversität, soziale Inklusion, Menschenrechte und Entwicklung und Prävention von Extremismus. Der Fokus liegt dabei auf der Entwicklung und operativen Umsetzung von innovativen Bildungsangeboten und der Informations- und Öffentlichkeitsarbeit. Zentrales Anliegen der Fairplay Initiative ist die pro-aktive Bekämpfung jeglicher Form von Diskriminierung (Rassismus, Homophobie, Sexismus etc.) und die Förderung der gleichberechtigten Teilhabe von Migranten und anderen Minderheiten auf allen Ebenen des Sports und darüber hinaus. Die Initiative ist eines von drei Departments am Vienna Institute for International Dialogue and Cooperation (VIDC). Seit 2011 besteht der gemeinnützige Verein „fairplay – Verein für Vielfalt im Sport“.

## Geschichte

### Gründung und Entwicklung
Die Kampagne FairPlay. Viele Farben. Ein Spiel wurde vom VIDC im Europäischen Jahr gegen Rassismus 1997 am Vienna Institute for International Dialogue and Cooperation (VIDC) als Reaktion auf den verbreiteten Rassismus in Fußballstadien ins Leben gerufen. Das interkulturelle Fußballprojekt wurde von der Europäischen Kommission, dem Sportstaatssekretariat im Bundeskanzleramt, der Österreichischen Entwicklungszusammenarbeit, der Stadt Wien, dem Unterrichtsministerium, dem Jugendministerium, dem ÖFB, der Vereinigung der Fußballer und der ÖH unterstützt.
Die Idee und Konzeption für die fairplay-Kampagne entwickelte Kurt Wachter im Anschluss an das Kulturfestival Sura za Afrika. Gemeinsam mit Michael Fanizadeh baute Wachter das Projekt auf.
Meilensteine (Auswahl)
Am 22. September 1997 findet eine Medienpräsentation von fairplay im Wiener Bundeskanzleramt statt gemeinsam mit den Spielern Samuel Koejoe, Marcel Oerlemans, Peter Schöttel, Thomas Janeschitz und Anton Pfeffer sowie dem Staatssekretär für Sport Peter Wittmann, ÖFB-Präsident Beppo Mauhart und VIDC-Direktor Erich Andrlik.
Im Februar 1999 wird FARE (Football Against Racism in Europe) in Wien offiziell gegründet. Im Jahr 2000 gibt es die erste antirassistische Stadionaktionen in der Österreichischen Bundesliga bei FK Austria Wien und SK Rapid Wien.
2001 finden erste europaweite Aktionswochen gegen Rassismus und Diskriminierung im Fußball statt und FARE erhält in Monaco den UEFA Charity Cheque (VIDC-fairplay als Rechtsträger von FARE geht eine dreijährige Social Responsibility Partnerschaft mit der UEFA ein). Bei der UEFA EURO 2004 in Portugal finden Antirassismus-Aktivitäten und Fanbotschaften statt.
Im Jahr 2006 koordiniert FARE des Antirassismusprogramm der FIFA-WM 2006 in Deutschland. Ebenfalls ab diesem Jahr fördert der ÖFB die fairplay-Kampagne zur Prävention von Diskriminierung gegen Rassismus.
Mit Unterstützung des NIKE-Projekts Stand up, Speak up startet 2007 die Fußball-Kampagne gegen Nationalismus am Westbalkan. 2008 organisiert fairplay drei Sozialprogramme bei der UEFA EURO 2008: Vereint gegen Rassismus, Fanbotschaften und Euroschools. 2009 erhält FARE einen Auftrag durch die EU Grundrechte Agentur (FRA) zur Durchführung einer wissenschaftlichen Studie zum Thema Racism and ethnic discrimination in sport in the EU and preventive initiatives
Im Jahr 2010 geht die Trägerschaft des FARE-Netzwerks von VIDC-fairplay auf die neue Organisation FARE Network über. Mit Unterstützung der Europäischen Kommission startet 2012 das Netzwerk port Inclusion Network (SPIN) (Inklusion von Migranten durch Sport). Ebenfalls wird pro supporters eingerichtet, eine Koordinationsstelle für sozialpräventive Fanarbeit.
Mit Unterstützung des Sportministerium wird 2014 die fairplay Servicestelle Diversität und Inklusion im österreichischen Sport eingerichtet. Anlässlich der FIFA Fußball-WM in Brasilien startet 2014 das Nosso Jogo Projekts Unser Spiel für Menschenrechte. 2015 wird die AG Sport und Menschenrechte im Sportministerium eingerichtet.
Im Jahr 2015 startet die Online-Plattform Sportangebote für Geflüchtete und im Jahr 2016 das Programm Football Zajedno am Westbalkan. Ebenfalls wird fas ERASMUS+ Projekt Queering Football – Tackling Homophobia and Promoting Anti-Discrimination around Major Sport Events ins Leben gerufen. Darauf folgt 2017 das ERASMUS+ Projekt Sport Welcomes Refugees – Social inclusion of newly arrived migrants in and through sport, im Jahr 2019 das ERASMUS+Projekt Sport Inclusion of Migrant and Minority Women (SPIN Women) und 2020 das EU-Projekt Sport Inclusion of Refugees across Europe (SPIN Refugees).

### Verantwortliche
Die Direktorin des VIDC ist seit August 2018 Sybille Straubinger, sie trat die Nachfolge von Walter Posch an. Leiter der Fairplay Initiative ist Kurt Wachter.

### Erfolge
Fairplay gelang es auf nationaler und europäischer Ebene, tragfähige Partnerschaften mit allen relevanten Akteuren des Fußballs aufzubauen. 1999 wurde in Wien das europäische Netzwerk FARE – Football Against Racism in Europe gegründet, mittlerweile ein Hauptpartner der UEFA  im Bereich von sozialer Verantwortung. fairplay koordinierte das FARE-Netzwerk bis 2010 und ist seitdem im FARE-Board vertreten. Höhepunkt der internationalen Arbeit ist die alljährlich im Oktober stattfindenden europaweiten Aktionswochen gegen Rassismus und Diskriminierung im Fußball, an der neben der UEFA Champions League auch die österreichische Fußball-Community aktiv teilnimmt.
Fairplay betreibt Bildungsarbeit im außerschulischen Jugendbereich. Dazu gehört die Förderung von sozialpräventiver Fanarbeit in Österreich, einer Methode zur langfristigen Prävention von Gewalt. Ein Schwerpunkt liegt überdies auf Mädchen- und Frauenfußball. Im Rahmen des Projekts Football Zajedno, das von den Fußballverbänden in Bosnien-Herzegowina, Montenegro und Serbien sowie der UEFA unterstützt wird, findet seit 2017 jährlich das internationale Mädchenfußballfestival "Girls Football Festival" in Wien statt.
Neben dem Betreiben einer Servicestelle für Antidiskriminierung & Diversität für den österreichischen Sport engagiert sich fairplay seit 2016 mit Unterstützung des Sportministeriums für Menschenrechte im Vereinssport.
Seit 2015 fungiert fairplay verstärkt als Plattform und Schnittstelle für Sportangebote mit Flüchtlingen. Fairplay koordiniert das Netzwerk Sport Inclusion Network (SPIN), gemeinsam mit Partner-Organisationen in Ungarn, Italien, Griechenland, Deutschland, Irland, Finnland und Portugal werden ERASMUS+ Sportprojekte zur Inklusion von Flüchtlingen und Migranten im organisierten Sport durchgeführt.
Seit 2022 gibt es einen neuen, vierten Arbeitsbereich, der sich dem Aufbau einer niederschwelligen Anlauf- und Informationsstelle zur Prävention rechtsextremer und islamistischer Ideologien im österreichischen Sport widmet. fairplay soll hier als zentrale Informationsstelle fungieren, die wirksame Maßnahmen gegen menschenfeindliche Ideologien aufzeigt sowie bewusstseinsbildende Kampagnen und Bildungsmaßnahmen durchführt. 

### Auszeichnungen
- 2002: Free Your Mind MTV Award (für FARE)
- 2003: Jean Kahn Award der Europäischen Stelle zur Beobachtung von Rassismus und Fremdenfeindlichkeit & Evens Foundation (für FARE)
- 2004: The European Fair Play Plaque of Merit and Diploma